# Csetény
Csetény là một thị trấn thuộc hạt Veszprém, Hungary. Thị trấn này có diện tích 18,37 km², dân số năm 2010 là 1886 người, mật độ 103 người/km².